# Přeměna beta minus
Přeměna beta minus (β−) je druh radioaktivní přeměny, při které neutron v atomovém jádru vyzáří elektron a elektronové antineutrino, přičemž se změní na proton. Protonové číslo nuklidu se tak zvýší o 1 a nukleonové číslo se nezmění.

## Příklady
Nejjednodušším příkladem beta minus přeměny je přeměna tritia na helium-3, která probíhá s poločasem 12,32 roku:
 3
1 H →  3
2 He +  0
−1 e,
dalším příkladem je draslík-42 vytvářející vápník-42:
 42
19 K →  42
20 Ca +  0
−1 e.
Zde je poločas přeměny asi 12,321 h.
Účast elektronu (pozitronu) při jaderných přeměnách poukazuje na skutečnost, že nukleony nejsou fundamentální částice. Při přeměně beta minus se totiž uvnitř jádra mění neutron takto:
{\displaystyle {}_{0}^{1}\mathrm {n} \to {}_{1}^{1}\mathrm {p} +\mathrm {e} ^{-}+{\overline {\nu }}_{e}}
Podmínka přeměny:
m ({\displaystyle {}_{Z}^{A}\mathrm {X} )} > m({\displaystyle {}_{Z+1}^{A}\mathrm {Y} })
Obecně k této přeměně dochází nejčastěji u nuklidů, které jsou těžší než stabilní izotop(y) prvku, u prvků bez stabilních izotopů se takto přeměňují těžší izotopy (může to však být i ten nejstabilnější). 